# マンチェスター (ニューハンプシャー州)

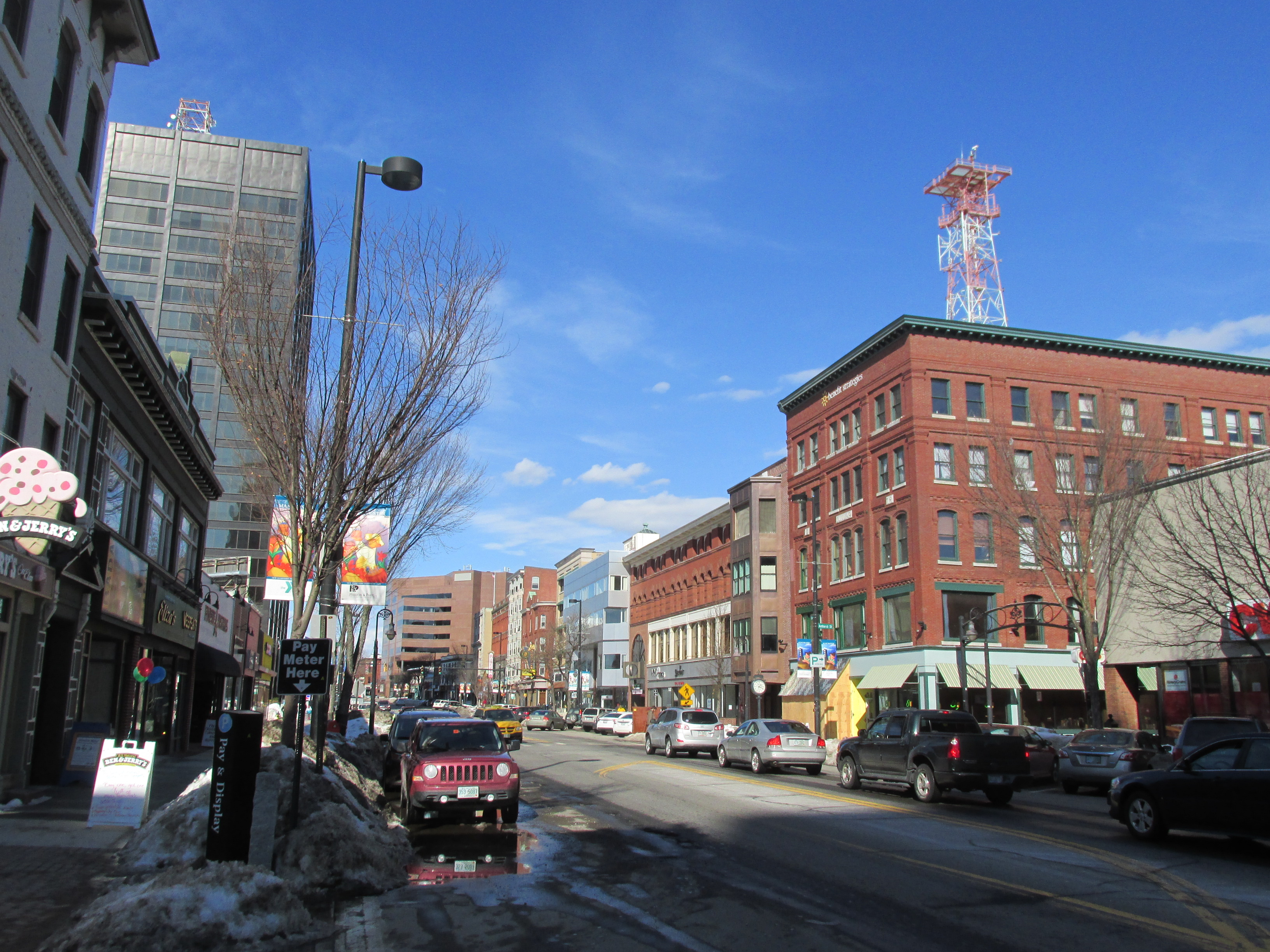
マンチェスターのダウンタウン

マンチェスター（Manchester）は、アメリカ合衆国ニューハンプシャー州南部、ヒルズボロ郡の都市。同州の最大都市、かつニューイングランド北部3州（バーモント州・ニューハンプシャー州・メイン州）の最大都市である。市域人口は11万5644人（2020年国勢調査）。都市圏人口は40万人以上である。

## 歴史
マンチェスターは1846年に正式な市となり、繊維産業の中心地として栄えた。市名は英国のマンチェスターにちなんだ名前である。1998年にMoney誌の記事で「東部の小都市でナンバー1」と称され、Queen Cityという別名がつけられた。
また、21世紀初頭では、マンチェスターは難民の受入地としての役割を果たしている。現在、人口の10%以上は外国生まれである。

## 地理
州都コンコードの南約28km、州南東部の港湾都市ポーツマスの西約70km、ボストンの北西約80kmに位置する。同州の産業・交通の中心地でありながら、公害が少ないことでも知られる。
マンチェスターの座標は、北緯42度59分11秒 西経71度27分6秒 / 北緯42.98639度 西経71.45167度(42.986284, -71.451560)。同市はメガロポリス最北端の都市とみなされることがしばしばある。
アメリカ合衆国統計局によると、マンチェスター市は総面積90.4 km2 (34.9 mi2) である。このうち85.5 km2 (33.0 mi2) が陸地で4.9 km2 (1.9 mi2) が水域である。総面積の5.44%が水域となっている。

## 人口動静
| マンチェスター市 年代ごとの人口推移 |           |
| 1767年                              | 230人     |
| 1773年                              | 279人     |
| 1775年                              | 285人     |
| 1786年                              | 338人     |
| 1790年                              | 362人     |
| 1800年                              | 557人     |
| 1810年                              | 615人     |
| 1820年                              | 761人     |
| 1830年                              | 877人     |
| 1840年                              | 3,235人   |
| 1850年                              | 13,932人  |
| 1860年                              | 20,107人  |
| 1870年                              | 23,536人  |
| 1880年                              | 32,630人  |
| 1890年                              | 44,126人  |
| 1900年                              | 56,987人  |
| 1910年                              | 70,063人  |
| 1920年                              | 78,384人  |
| 1930年                              | 76,834人  |
| 1940年                              | 77,685人  |
| 1950年                              | 82,732人  |
| 1960年                              | 88,282人  |
| 1970年                              | 87,754人  |
| 1980年                              | 90,936人  |
| 1990年                              | 99,332人  |
| 2000年                              | 107,006人 |
| 2010年                              | 109,565人 |
| 2020年                              | 115,644人 |

以下は2000年国勢調査における人口統計データである。
| 基礎データ - 人口: 107,006人 - 世帯数: 44,247世帯 - 家族数: 26,105家族 - 人口密度: 1,251.6人/km2（3,241.4人/mi2） - 住居数: 45,892軒 - 住居密度: 536.8軒/km2（1,390.2軒/mi2） 人種別人口構成 - 白人: 91.75%（市内に多く住むボスニア人を含む） - アフリカン・アメリカン: 2.10% - ネイティブ・アメリカン: 0.30% - アジア人: 2.32% - 太平洋諸島系: 0.04% - その他の人種: 1.76% - 混血: 1.73% - ヒスパニック・ラテン系: 4.62% 年齢別人口構成 - 18歳未満: 23.7% - 18-24歳: 9.5% - 25-44歳: 33.4% - 45-64歳: 20.5% - 65歳以上: 12.9% - 年齢の中央値: 35歳 - 性比（女性100人当たりの男性の人口） - 総人口: 95.9 - 18歳以上: 93.3 | 世帯と家族（対世帯数） - 18歳未満の子供がいる: 29.4% - 結婚・同居している夫婦: 42.6% - 未婚・離婚・死別女性が世帯主: 11.7% - 非家族世帯: 41.0% - 単身世帯: 31.7% - 65歳以上の老人1人暮らし: 10.3% - 平均構成人数 - 世帯: 2.36人 - 家族: 3.00人 収入と家計 - 収入の中央値 - 世帯: 40,774米ドル - 家族: 50,039米ドル - 性別 - 男性: 34,287米ドル - 女性: 26,584米ドル - 人口1人当たり収入: 21,244米ドル - 貧困線以下 - 対人口: 10.6% - 対家族数: 7.7% - 18歳未満: 14.6% - 65歳以上: 11.7% |

## 交通

### 空港
市の玄関口となる空港はダウンタウンの南に位置するマンチェスター・ボストン地域空港である。ニューイングランド地方で5番目に大きい空港である。2006年、ボストンの中心部から約80kmという近さをアピールし、ローガン国際空港を補助する役割も担っていけるよう、空港名がそれまでの「マンチェスター空港」から現称に改められた。

### バス
市内のバスターミナルからはコンコード・トレイルウェイズやバーモント交通のバスが発着している。前者は州内各地へ、後者はバーモント州各地やモントリオールへそれぞれ便がある。また、ボストンへの便は頻繁にある。コンコード・トレイルウェイズ、バーモント交通は両社共にグレイハウンドと提携している。

#### 路線バス
市内の交通機関としては、マンチェスター交通局が運営する路線バスが市内および周辺を広くカバーしている。

### 道路

#### 高速道路
市の東側を州間高速道路93号線が走り、州都コンコードや州南部のナシュア、ニューイングランドの中心都市ボストンへと通じている。ボストンへは約80km、車で1時間ほどである。I-293は市の環状道路であり、市の西側を通る。また州道101号線は州道でありながらフリーウェイ規格の高速道路である。この道路はマンチェスターとI-95を結び、大西洋岸のポーツマスやメイン州ポートランドへ通ずるルートとなっている。

## 観光

### 観光スポット
マンチェスターは長い歴史を持つ都市であり、文化施設・歴史施設が充実している。
- パレス・シアター（Palace Theater） - ニューハンプシャー・シンフォニー交響楽団（New Hampshire Symphony）・ニューハンプシャー・オペラリーグ（Opera League of New Hampshire）の本拠地
- キュリア美術館（Currier Museum of Art）
- ニューハンプシャー美術館（New Hampshire Institute of Art）
- マンチェスター歴史協会紡績工場博物館（Manchester Historic Association Millyard Museum）
- マサベシック・オージュボン・センター（Massabesic Audubon Center）
- アモスケイグ魚道学習センター・ビジターセンター（Amoskeag Fishways Learning and Visitors Center）
- SEE科学センター（SEE Science Center）
- モール・オブ・ニューハンプシャー（Mall of New Hampshire） - 市南端に位置する、120以上のショップと4つのデパートを抱えるショッピングモール。1977年開業。この規模のショッピングモールが開業するのは、ニューハンプシャー州では史上初であった。
- ニューハンプシャー・フィッシャーキャッツ - トロント・ブルージェイズ傘下AA級マイナーリーグ野球チーム　マーチャンツオート・ドットコム・スタジアムを本拠地とする。

## 対外関係

### 姉妹都市･提携都市
姉妹都市
- ノイシュタット・アン・デア・ヴァインシュトラーセ（ドイツ連邦共和国 ラインラント＝プファルツ州）
- グウェル（ジンバブエ共和国 ミッドランズ州）
- 台中市（中華民国 直轄市） - 1989年5月8日 姉妹都市提携